# Unterberg (Alpes de Kitzbühel)
Pour l’article homonyme, voir Unterberg.
L'Unterberg est une montagne qui s’élève à 1 187 m d’altitude dans les Alpes de Kitzbühel, en Autriche.